# 萝宾·登顿
萝宾·登顿（英語：Robin Denton，1950年或1951年—），旧姓格莱尼（Glenie），新西兰女子羽毛球运动员。她曾代表新西兰参加1970年、1974年和1982年英联邦运动会羽毛球比赛，其中1982年英联邦运动会获得一枚铜牌。